# Julie Gautier
Pour les articles homonymes, voir Gautier.
 (août 2020).
Julie Gautier, née le 19 novembre 1979 à Saint-Louis (La Réunion), est une apnéiste, réalisatrice, modèle et danseuse française.
Elle est championne d'apnée dans la spécialité du poids constant.

## Carrière sportive
Julie Gautier naît et grandit sur l'île de La Réunion, de parents français et vietnamien. Sa mère professeure de danse lui transmet très jeune sa passion qu'elle ne pratique cependant que par intermittence. Son père, chasseur sous-marin, l'initie à cette activité à l'âge de onze ans. Elle découvre ainsi indirectement l'apnée en tant que pratique sportive aux alentours de ses 18 ans.
Elle se tourne progressivement vers la compétition. Elle effectue sa première participation aux championnats du monde à Nice en 2000.
En 2006, elle décroche le record de France d'apnée en poids constant avec une profondeur de −65 mètres, puis réitère en 2007 avec −68 mètres.
En 2000, elle rencontre le champion d'apnée Guillaume Néry, qui fait partie de l'équipe des apnéistes de sécurité d'une compétition, et alors qu'elle est victime d'une perte de contrôle moteur. L'apnéiste devient son compagnon en 2006.
Elle arrête la compétition en 2009, et se consacre à une carrière artistique. Elle soutient également un message écologique, estimant qu'il est urgent de protéger la planète, et se voit comme un outil au service de cette cause.

## Carrière audiovisuelle
Le court métrage Free Fall montre Guillaume Néry marchant sous l'eau, s'approchant du gouffre du trou bleu de Dean, aux Bahamas. Il sera vu par plus de 20 millions d'internautes.
En 2005, Julie Gautier participe en tant que modèle et danseuse à la suite du projet multimédia "Ashes & Snow" de l'artiste Gregory Colbert.
En 2010, le couple travaille sur une collaboration musicale avec le chanteur français Raphael sur son titre Bar de l'hôtel.
Entre 2011 et 2012, elle s'affairera à l'écriture et à la réalisation de Narcose, sorti en 2014, mise en images des visions qui apparaissent à son compagnon résultantes de l'ivresse des profondeurs. Ils créent ensemble la société de production audiovisuelle Les Films Engloutis, à l'origine de diverses œuvres artistiques tournées en immersion, avec Guillaume Néry en tant qu'acteur et Julie Gautier en tant que réalisatrice, parfois tous deux en apnée.
Toujours en 2014, pendant un voyage en Polynésie, Julie Gautier et Guillaume Néry tournent leur troisième court métrage, intitulé Ocean Gravity, dans la passe de Tiputa (atoll de Rangiroa).
En 2015 commence le tournage de Runnin' (Lose It All) de Naughty Boy, Beyoncé et Arrow Benjamin, co-réalisé par Julie Gautier (en apnée) ,,, et Charlie Robbins, qui comptabilise plus de 273 millions de vues. Le film met en scène Guillaume Néry et Alice Modolo.
En 2017, pour le film Y40, Julie Gautier enregistre Guillaume Néry évoluant dans le décor de la piscine Deep Joy Y-40 en Italie.
Dans un article de 2017, le magazine Marie-Claire souligne l'importance de la préparation mentale et physique, notant que lors des journées de tournage, Julie Gautier pratique postures de yoga et exercices de respiration à 5 h 30, au lever du jour. Au niveau alimentaire, elle et son compagnon ont supprimé toute source de gluten, comme les farines de blé, et ne consomment que peu de céréales : riz, millet, quinoa ou sarrasin. Ils ont également supprimé tous les produits laitiers d’origine animale, hormis le lait de brebis sous forme de yaourts. Son compagnon déclare : « Le lait de vache contient beaucoup trop de lactose, difficile à digérer ».
En 2018, Julie Gautier tourne le film Ama (du nom des chasseuses cueilleuses de coquillages japonaises),,, considéré par elle-même comme plus personnel. Pour la réalisation, elle est aidée de son amie Ophélie Longuet,. Ce court métrage met en scène Julie Gautier elle-même dans une performance de danse subaquatique poétique,. Le 8 mars 2018, lors de la Journée internationale des femmes, une chaîne de projections du film est organisée en guise de première dans plus de quarante lieux (cinémas, bars, plages, salles de réception, hôtels) à travers le monde.

## Palmarès sportif
- 2007 : record de France AIDA d'apnée en poids constant, à −65 mètres
- 2008 : record de France AIDA d'apnée en poids constant, à −68 mètres

## Filmographie
- 2010 : Free Fall, produit par Les Films Engloutis, réalisé par Guillaume Néry et Julie Gautier.
- 2014 : Narcose, produit par Les Films Engloutis, réalisé par Julie Gautier.
- 2014 : Ocean Gravity, produit par Les Films Engloutis, réalisé par Guillaume Néry et Julie Gautier.
- 2015 : Runnin (Lose It All) - Naughty Boy, Beyoncé et Arrow Benjamin, produit par Forever Pictures, réalisé par Charlie Robbins et Julie Gautier.
- 2017 : Y-40, produit par Les Films Engloutis, filmé par Julie Gautier.
- 2018 : Ama, produit par Les Films Engloutis, réalisé par Julie Gautier.
- 2023 : Bakélite, Produit par @imagine2050_ et Magali Payen, réalisé par Julie Gautier pour la campagne #SickOfPlastic.